# Комб, Бобби
Дже́ймс Ро́берт Комб (англ. James Robert Combe; 29 января 1924[…], Лит — 19 января 1991) — шотландский футболист и футбольный тренер, играл на позиции полузащитника.

## Биография

### Клубная карьера
В возрасте 17 лет присоединился к клубу «Хиберниан», в составе которого отыграл 16 сезонов. Он начинал карьеру как нападающий, но затем играл на позиции полузащитника. В составе «Хибс» Комб выиграл три чемпионских титула. За эту команду он сыграл 263 матча и забил 53 гола. В 1957 году перешёл в «Дамбартон», в составе которого играл в течение трёх сезонов.
В сезоне 1959/60 он работал с этой командой в качестве главного тренера.

### Карьера в сборной
Дебютировал за сборную Шотландии 10 апреля 1948 года в матче со сборной Англии; матч завершился победой сборной Англии со счётом 0:2.
Был включён в состав сборной Шотландии для участия на чемпионате мира 1954 года, но ШФА решила взять на турнир только 13 игроков и Комб так и не попал на турнир. Всего за сборную Шотландии сыграл 3 матча и забил 1 гол.

### Смерть
Скончался 19 января 1991 года в возрасте 66 лет.

## Достижения
«Хиберниан»
- Чемпион Шотландии (3) : 1947/48, 1950/51, 1951/52